# Абдель Фаттах, Мохамед
Мохамед Абдель Фаттах (араб. محمد عبد فتاح‎, англ. Mohamed Abdel Fattah, род. 20 ноября 1976) — египетский шоссейный велогонщик.

## Карьера
В 1997 принял участие на чемпионате мира в индивидуальной гонке в категории U23. Дважды, в 1999 и 2000 годах, становился призёром чемпионата Египта в групповой и индивидуальной гонке. В 1999 году также отметился подиумами на Туре Египта и Тур дю Фасо.
Осенью 2000 года принял участие в Туре Югославии, а затем в составе сборной Египта принял участия в летних Олимпийских играх в Сиднее, где выступил в одной дисциплине по велоспорту — 27 сентября стартовал в групповой гонке на шоссе, но не смог её закончить.
В начале 2001 года стал победителем Тура Алжира, выиграв на нём три этапа, стал вторым на Туре Саудовской Аравии и Туре Египта. А в мае принял участие в чемпионате Африки в ЮАР, на котором завоевал бронзовую медаль в индивидуальной гонке.

## Достижения
1999
2-й Чемпионат Египта — групповая гонка
2-й Чемпионат Египта — индивидуальная гонка
Тур Египта
2-й в генеральной классификации
4b-й и 7-й этапы
1-й и 4-й этапы Тур дю Фасо
2000
2-й Чемпионат Египта — групповая гонка
2-й Чемпионат Египта — индивидуальная гонка
2001
 Чемпионат Африки — индивидуальная гонка
Тур Алжира
1-й в генеральной классификации
7-й, 8-й и 9-й этапы
2-й в генеральной классификации Тур Египта
2-й в генеральной классификации Тур Саудовской Аравии